# 小林富次郎
小林 富次郎（こばやし とみじろう、嘉永5年1月15日（1852年2月4日） - 1910年（明治43年）12月13日）は、日本の実業家。ライオン創業者。1891年（明治24年）に小林富次郎商店を創業した。熱心なクリスチャンで、「そろばんを抱いた宗教家」といわれる。

## 人物・来歴

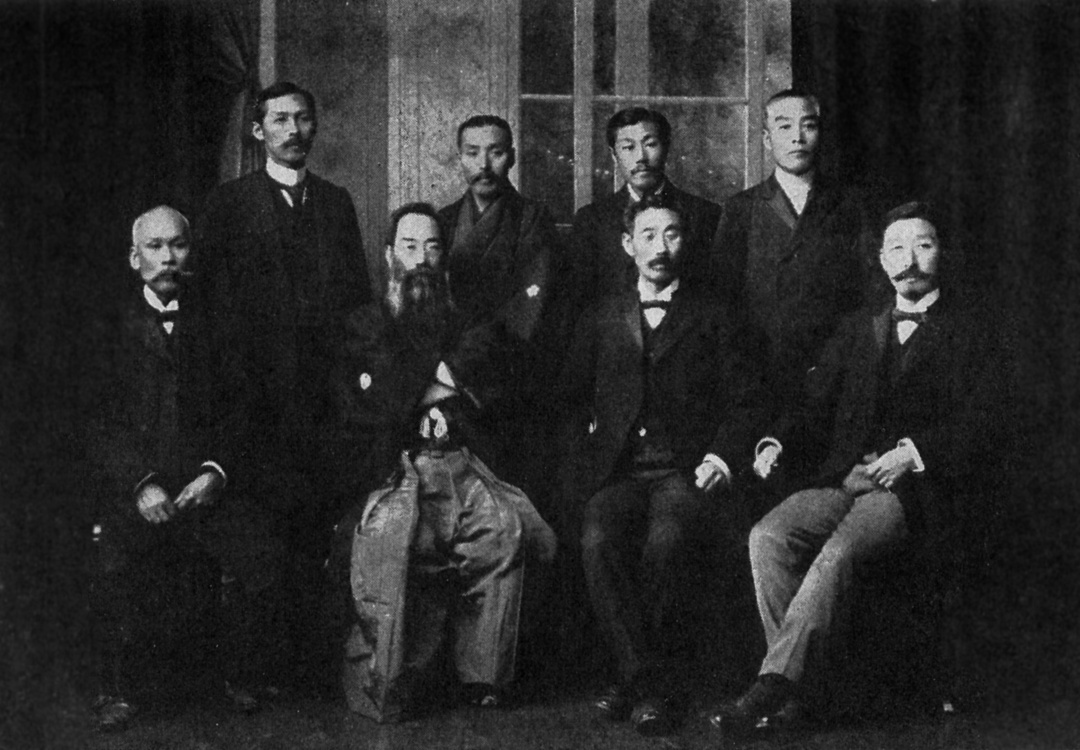
1902年頃の本郷教会幹部（前列右から2人目が小林富次郎）

武蔵国北足立郡与野町（現・埼玉県さいたま市中央区）出身。4歳のとき、父母の郷里の越後国中頸城郡柿崎村直海浜村（現・新潟県上越市柿崎区直海浜）に戻り、16歳まで家業である酒造業と漁業に従事した。しかし酒蔵が経営不振に陥り、1877年（明治10年）に上京し石鹸工場「鳴春舎」に同郷の仲間と共に入社し、石鹸事業に携わっていた1888年（明治21年）11月4日、多聞教会で長田時行より洗礼を受けキリスト教に入信した。
1891年（明治24年）に起業し、宮城県石巻でのマッチ製造など、いくつかの事業を手がけるが失敗。絶望して自殺しようとするが、長田牧師が贈った聖書の言葉(ヘブル書12章11節)で思いとどまる。
その後、東京神田柳原河岸の地に石鹸および燐寸の原料取次ぎの「小林富次郎商店」を開設。本郷教会(現・弓町本郷教会)に転会して、海老名弾正牧師を終生支えることになった。海老名牧師から歯磨き粉の製造方法を聞き、これを研究して1893年（明治26年）3月に「獅子印ライオン歯磨」を発売した。
事業の成功後、アメリカの石鹸会社である「カーク商会」の事例を参考にして積極的に慈善事業を展開し、岡山孤児院などの施設開設に努めた。養子の喜一は2代目富次郎を名乗り、ライオンの名誉会長となった。1910年（明治43年）、胆石症のため死去した。
死去の3日後に行われた小林の葬儀の模様を記録した映画フィルム『小林富次郎葬儀』は、歴史資料として国の重要文化財に指定されている（国立映画アーカイブ相模原分館保管）
。

## 家族・親族
初代の養子である2代目小林富次郎は5男5女と多くの子供に恵まれた。2代目の長男（すなわち初代の孫）である3代目小林富次郎は初名を小林喜一といい、後に3代目を襲名しライオン歯磨の会長を経て、1980年（昭和55年）に合併で誕生したライオンの名誉会長となった。2代目の次男・小林寅次郎は戦時中からライオン油脂の社長を務めたが、1970年（昭和45年）に社長在任中に死去し長女の夫である田中宏（味の素元・会長、鈴木恭二の従兄弟）が婿養子となって小林宏となり、社長職を継いだ（兄弟姉妹の係累は後述）。2代目の三男・小林卯三郎は1943年（昭和18年）ライオン歯磨取締役に就任した。2代目の四男・小林辰四郎はライオン歯磨の常勤監査役を務めた。
3代目富次郎の妻・美代子は白木屋や帝国劇場の社長を務めた西野恵之助の次女（妹の恵美子は三菱財閥の番頭・各務鎌吉の養子に嫁いだ）。長男（すなわち初代の曽孫）はライオン元会長の小林敦、次男はライオン不動産元社長の小林義（妻は前出の鈴木恭二の長女）、3男はライオン商事監査役の小林繁で、繁の妻は銭高組元会長銭高輝之の三女。繁の妻の姉はだいこう証券ビジネス会長で大日本除虫菊創業家の上山純に嫁ぎ、上山の姉は南海電気鉄道元・会長の川勝泰司（南海中興の祖、川勝傳の長男）に嫁いだ。川勝の妻の姉は池田銀行頭取の清瀧一也に嫁ぎ、清瀧の妻の妹はロート製薬元・会長の山田安邦に嫁いだが、山田の長男は現社長の山田邦雄である。4男は西川産業の創業者一族である西川五郎の婿養子となった西川恵で、恵の妻の従兄弟で伊藤忠商事副社長を務めた西川昇は昭和天皇の義弟（久邇宮邦彦王の3男で、香淳皇后の末弟）である東伏見慈洽の長女と結婚し、小林家は西川家を通して天皇家の縁戚となった。3代目の義弟となった各務康平の実父は三菱財閥の大番頭である荘田平五郎で、荘田と各務と志村源太郎の妻は岩崎弥太郎・岩崎弥之助兄弟の姪で岩崎久弥・岩崎小弥太の従兄弟であるため、小林家は西野家・各務家・荘田家・藤岡家を通して岩崎家の縁戚になっている。3代目富次郎の義弟である西野豊は松本楼や小松ストアの創業者である小坂梅吉の娘百合子を妻に迎えたが、梅吉の3男小坂俊雄が山下汽船元・会長山下太郎の長女、すなわち山下亀三郎の孫娘と結婚したため小林家は西野家・小坂家を通して山下家の縁戚になっている。
寅次郎の妻は日本製粉会長を務めた中村藤一の長女で、中村のもう一人の娘は日本銀行総裁を務めた宇佐美洵に嫁ぎ、洵の弟・宇佐美毅は戦後宮内庁長官を務めたが、毅の長男は三菱重工業元・会長の守屋学治の次女と結婚し、守屋の長女は三菱油化元・会長の黒川久の長男に嫁いだ（宇佐美兄弟の母方伯父は池田成彬）。また、守屋の長男・道治の妻は鴻池財閥の先代当主・13代目鴻池善右衛門の次女で、その姉は東邦レーヨン元・社長の真船清蔵の3男と結婚して婿養子に迎えた（現在の14代目）。13代目善右衛門の妻は東邦生命保険元・会長5代目太田清蔵の長女で、元・東邦生命社長の6代目太田清蔵と元・科研製薬会長の太田幹二は弟、元・衆議院議員の太田誠一は従兄弟である。小林家は中村家を通して宇佐美家や池田家につながっているが、池田の娘は三菱財閥3代目の岩崎久弥の次男岩崎隆弥に嫁いでおり、この係累からも岩崎家とつながっている。太田誠一の母は商工大臣などを務めた櫻内幸雄の娘で、元・衆議院議長の櫻内義雄の妹である。太田幹二の妻は伊藤忠商事・丸紅創業者一族の伊藤太一郎の次女で、その姉はあみだ池大黒の創業家に嫁いでいる。櫻内幸雄のもう一人の娘は嶺駒夫に嫁ぎ、駒夫の次女は福田康夫元・首相に嫁いだ。福田康夫の甥は元・フジテレビアナウンサーの千野志麻と結婚している。
辰四郎の妻はミキモト元・常務の池田嘉吉の次女で、池田は同社創業者御木本幸吉の娘婿、すなわち御木本隆三の義兄にあたる。隆三の長男は元・ミキモト会長の御木本美隆。隆三の長女は元・ミキモト社長の本間利章（内務官僚出身の実業家・本間利雄の長男）に嫁ぎ、本間の娘婿春日豊彦はのちにミキモト社長を務め、美隆と養子縁組して御木本豊彦と改姓した（豊彦は夫人の死後御木本家から離籍）。池田の長女は医学博士の林暲に嫁ぎ、その妹は経団連元・会長で東芝中興の祖・石坂泰三の弟・石坂禄郎に嫁いだ。泰三・禄郎の長兄石坂弘毅の長女は三井生命元・会長の井上八三に嫁ぎ、井上の長女・佐和子は元・三菱銀行会長中村俊男の長男に嫁いだ。中村の妻は元・日銀理事の司城元義の次女で、司城の長女は日銀総裁や経済同友会代表幹事を務めた佐々木直に嫁いでいるため（その長男は日本電気元・会長の佐々木元）、中村と佐々木は義兄弟の関係でありこの2人の係累は氏家家や岩波家などの財界家系へとつながっている。本間利雄の義父は米沢藩士で実業家の池田成章で、成章の長男である成彬は前述の御木本一族の縁戚でもある。本間利雄の長女は元・首相桂太郎の娘婿である長崎英造の長男に嫁ぎ、次女は桑名市の山林王・諸戸家に嫁いだ。なお桂のもう一人の娘は同じく元・首相伊藤博文の次男である伊藤文吉に嫁いでいるので、文吉と長崎は義兄弟である。
2代目の長女・愛子の夫となった偕成社元・会長の今村源三郎は男子がなく、婿養子の今村廣を迎えて事業を継がせたが廣も男子に恵まれず、東洋パルプ副社長だった永野正（永野護の三男）の長男・正樹を養子に迎えて社長を継がせた。今村正樹の大叔父には元・日本商工会議所会頭で新日鉄誕生の立役者・永野重雄、五洋建設元・会長の永野俊雄、伍堂卓雄の娘婿となった伍堂輝雄、元・参院議員の永野鎮雄、元・石川島播磨重工業副社長の永野治がいる。2代目の次女・恵子とライオン歯磨常務だった吉田武夫の長男は元・ライオン常勤監査役の吉田洋一。洋一の娘は竹中工務店創業家の竹中康一に嫁ぎ、康一の弟・竹中祐二は竹下登元・首相の娘婿である。康一・祐二の従兄弟である竹中統一の妻はコクヨ元・会長・黒田暲之助の次女で同社元・会長黒田善太郎の孫娘にあたり、黒田家からはワコールや日清食品やスタンレー電気などの創業者一族へと係累がつながっている。2代目の三女・真子は島商社長の島田増次郎に嫁ぎ、その長男・島田安克の妻は国分元・会長の11代目国分勘兵衛の長女で、11代目国分勘兵衛の妹は武田薬品工業元・会長の6代目武田長兵衛に嫁いだが、この係累は伊藤ハム、ワダカン、キッコーマンなどの創業家につながる。